# Alexander Aronowitsch Petscherski

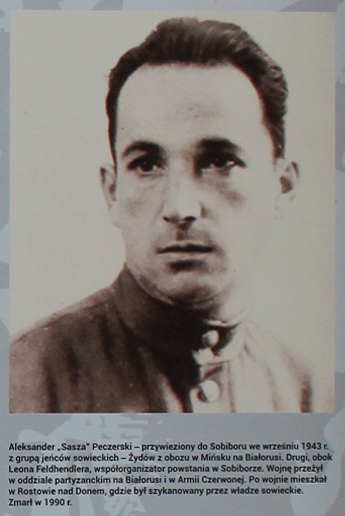
Alexander Petscherski

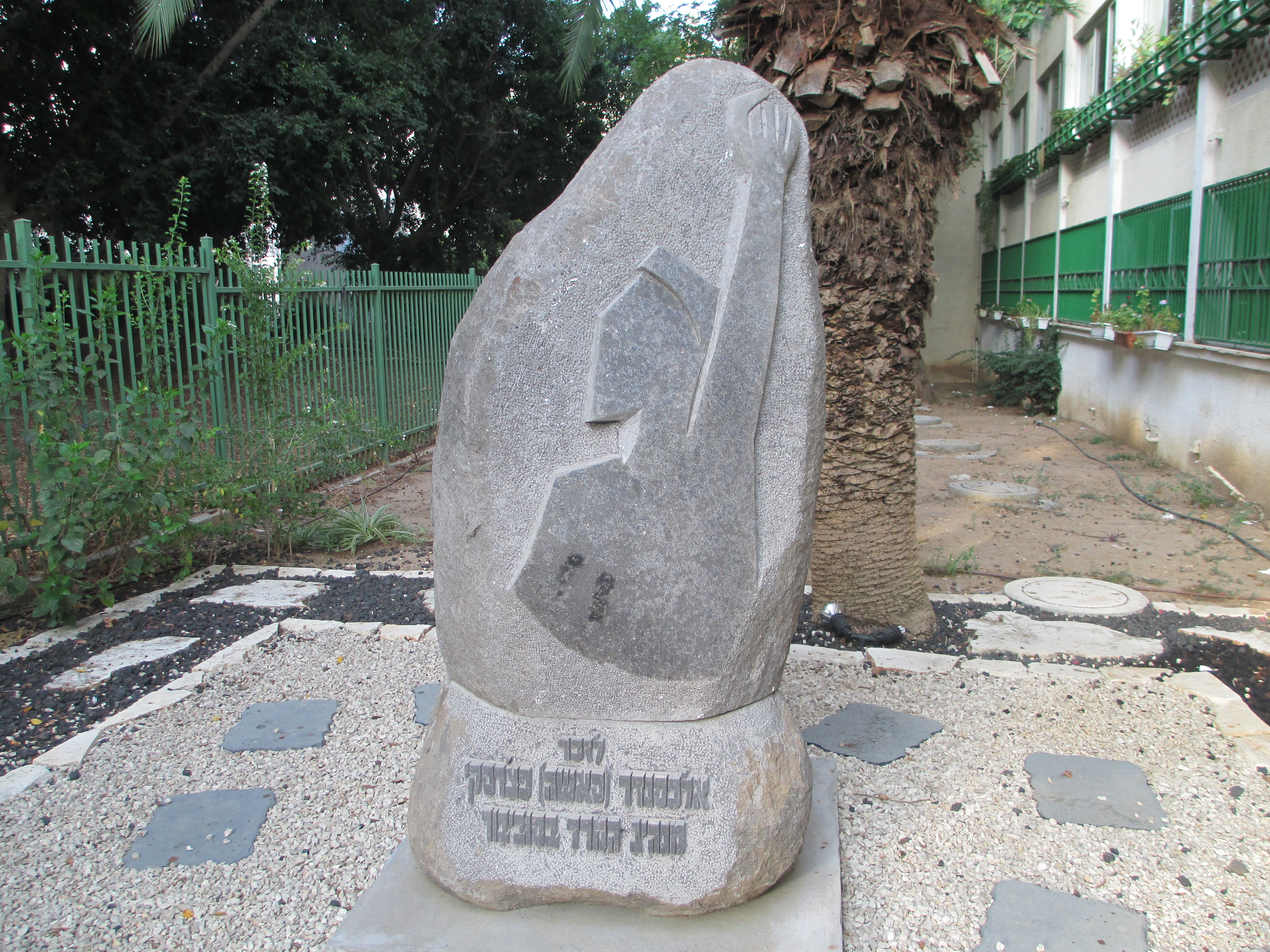
Petscherski-Denkmal in Tel Aviv

Alexander Aronowitsch Petscherski (russisch Александр Аронович Печерский, auch Печёрский Petschorski; * 22. Februar 1909 in Krementschuk, Gouvernement Poltawa, Russisches Kaiserreich (heute Ukraine); † 19. Januar 1990 in Rostow am Don, Russische SFSR, Sowjetunion) war ein sowjetischer Offizier. Er plante und leitete den bewaffneten Aufstand von Sobibór am 14. Oktober 1943, der zu einem Massenausbruch aus dem Vernichtungslager Sobibor im besetzten Polen führte.

## Biografie

### Vor Sobibor
Alexander Petscherski wurde als Sohn von Aron Petscherski, einem Rechtsanwalt, geboren. 1915 zog seine Familie nach Rostow am Don. Sein Studium der Musik und Theaterwissenschaften schloss er mit einem Diplom ab. Anschließend arbeitete Petscherski als Leiter verschiedener Kulturzentren, wo er sich mit dem Amateurtheater beschäftigte.
Beim deutschen Überfall auf die Sowjetunion 1941 wurde er zur Roten Armee eingezogen. Nach einigen Monaten stieg er im September 1941 zum Leutnant auf. Im folgenden Oktober wurde er bei der Schlacht bei Wjasma von deutschen Truppen gefangen genommen. Nach einem misslungenen Fluchtversuch aus einem Kriegsgefangenenlager in Smolensk deportierte man ihn in ein Straflager in Borissow. Als seine jüdische Abstammung erkannt wurde, deportierte ihn die SS in das Ghetto Minsk.
Am 18. September 1943 kündigte der SS-Kommandant den Lagerinsassen an, dass sie nach Deutschland in ein Arbeitslager gebracht würden. Mit 300 Gramm Brot pro Person wurden ca. 1500 Häftlinge in einen Deportationszug gebracht, der am 23. September 1943 am Bahnhof Sobibor ankam.
Bei der Selektion an der Rampe des Bahnsteigs wurde Petscherski als einer von 60 Häftlingen ausgewählt, um im Lager für die SS Instandhaltungsmaßnahmen als Zwangsarbeit zu verrichten. Die übrigen wurden am selben Tag in der Gaskammer umgebracht.
Bereits am Abend des Ankunftstages erfuhr Petscherski von Mitgefangenen, dass der Rauch aus den Schornsteinen von den verbrannten Leichen der mit ihm eingetroffenen Häftlinge stammte.

### Ausgangssituation im Lager
Militärisch hatte sich kurz vor Eintreffen Alexander Petscherskis die Lage Deutschlands gewandelt. Die Zwangsarbeiter hatten von der Niederlage von Stalingrad erfahren. Auch der Aufstand im Warschauer Ghetto am 19. April 1943 war den Häftlingen bekannt. Himmler hatte am 5. Juli 1943 angeordnet, Sobibor von einem Vernichtungslager zu einem Konzentrationslager umzuwandeln, was bei den Insassen die begründete Befürchtung auslöste, dass sämtliche Augenzeugen der Massenmorde beseitigt werden sollten. Bei den Gefangenen reifte unter Führung von Leon Feldhendler, einem Mitglied des Judenrates von Żółkiewka, der Plan, durch einen Massenausbruch ihr Schicksal selber in die Hand zu nehmen. Zwei kleinere Ausbruchsversuche waren zuvor gescheitert.

### Planung und Umsetzung des Aufstandes von Sobibor
Als die Gruppe sowjetischer Gefangener unter Führung von Alexander Petscherski im Lager eintraf, nahmen die Insassen umgehend Kontakt zu ihnen auf. Petscherski besaß militärische Erfahrung, war im Umgang mit Waffen vertraut, besaß Gefechserfahrung und Planungsvermögen und war noch nicht so demoralisiert wie viele, die ihre Familienangehörigen im Lager verloren hatten.
Innerhalb von sechs Wochen entwickelte Petscherski den Plan, 17 führende SS-Männer durch selbstgebaute Hieb- und Stichwaffen außer Gefecht zu setzen. Gleichzeitig sollten Telefon und Strom im Lager gekappt werden, wodurch die Kommunikation ausfallen würde, so dass die Wachmannschaft auszuschalten und Waffen zu erbeuten wären. Petscherskis Plan, über den nur ca. 10 % der Häftlinge informiert waren, ließ sich zum großen Teil umsetzen.
Am 14. Oktober 1943 um 16 Uhr gelang es den gefangenen Zwangsarbeitern, elf SS-Männer auf der Stelle zu töten. Etwa 365 der 600 aufständischen Häftlinge konnten die Sperren überwinden. Da nur ein Teil der Wachmannschaft ausgeschaltet wurde, waren die Verluste höher als erwartet. Etwa 150 Flüchtlinge entkamen dem Kugelhagel der Trawniki sowie den um das Lager ausgelegten Minenfeldern und flohen in die nahen Wälder. 47 entflohene Häftlinge lebten am Ende des Zweiten Weltkriegs noch.

### Nach Sobibor
Um eine bessere Chance zu haben, den Verfolgern zu entkommen, entschied Petscherski, dass sich die Flüchtlinge trennen sollten.
Mit Hilfe eines Kleinbauern gelang es seiner neunköpfigen Gruppe, den Bug zu überqueren und in der Nacht vom 19. zum 20. Oktober 1943 die Grenze zur Sowjetunion bei Brest-Litowsk zu überschreiten. Zwei Tage später erreichte die Gruppe um Petscherski eine Partisanengruppe, der sie sich anschloss. Sabotage von Nachschubwegen und gezielte Angriffe auf kleine deutsche Stützpunkte gehörten zu seinen Hauptaufgaben in den nächsten Monaten.
So rasch wie möglich schloss er sich wieder der Roten Armee an. Nachdem Petscherski im August 1944 am Bein schwer verletzt wurde, erhielt er eine Tapferkeitsmedaille und schied aus der Armee aus.
Nach seiner Rückkehr nach Rostow am Don heiratete er zum zweiten Mal (von seiner ersten Frau hatte er sich noch vor dem Krieg scheiden lassen). Seine zweite Frau war eine Krankenschwester namens Olga, die ihn während seiner Verwundung im Krankenhaus gepflegt hatte. 1945, als er als Musiklehrer arbeitete, veröffentlichte er seine Erinnerungen über das Lager Sobibor und über den Aufstand. Er korrespondierte mit zahlreichen Überlebenden aus dem Lager, die im Westen lebten. Diese Briefe führten zu seiner Entlassung im Jahre 1948 wegen „Verbindungen mit imperialistischen Staaten“. Er wurde nicht verhaftet, konnte aber fünf Jahre lang nicht in seinem Beruf tätig sein, sondern war auf Gelegenheitsjobs angewiesen. Nach Stalins Tod im Jahre 1953 konnte er wieder als Kunstlehrer arbeiten.
Petscherski hielt seine Erinnerungen an den Aufstand schriftlich fest. Sein Zeitzeugenbericht über den Aufstand in Sobibor wurde von Ingrid Damerow übersetzt und herausgegeben. Das Buch ist 2018 beim Metropol-Verlag erschienen.

## Ehrungen und Gedenken
Petscherski wurde in der Sowjetunion nie geehrt. Die damalige Geschichtsschreibung blendete ihn gänzlich aus. In seiner Heimatstadt war seine bedeutende Rolle als Organisator des Aufstands nicht bekannt.
1963 war er Hauptzeuge der Anklage in einem Prozess gegen zehn ukrainische Wächter im Lager Sobibor, von denen neun zum Tode und einer zu 15 Jahren Freiheitsstrafe verurteilt wurden. Obwohl er in den 1970er und 1980er Jahren mehrmals ins westliche Ausland eingeladen wurde und nach mehrmaliger Verweigerung im Jahre 1987 schließlich doch ein Ausreisevisum erhielt, konnte er der Einladung aus Krankheitsgründen nicht folgen.

Eine Straße in Israel trägt seinen Namen wie auch ein Denkmal in Boston. Präsident Wladimir Putin hatte vor dem 70. Jahrestag des KZ-Aufstands das russische Verteidigungsministerium damit beauftragt, ein Gedenkprojekt zu entwerfen. Der russische Menschenrechtsrat forderte zuvor, Petscherski postum mit dem höchsten Orden als „Held der Russischen Föderation“ auszuzeichnen. Anlässlich des 70. Jahrestags des Aufstands war ein Festakt in einer Moskauer Synagoge in Anwesenheit von Vertretern des Verteidigungsministeriums und der Politik in Planung.
Im Jahr 2010 wurde an Petscherskis Geburtshaus eine Gedenktafel angebracht, im Jahr 2012 eine eigene Stiftung „Aleksandr Petscherski“ gegründet. Seitdem wird das Andenken verstärkt gefördert: Zunächst wurde 2012 sein Grabstein mit einem Bildnis erneuert, dann im Jahr 2014 ein Stern zur Erinnerung an ihn auf dem Rostower Boulevard als Teil des Projektes Allee der Sterne (Проспект Звёзд) enthüllt, das an herausragende Bürger der Stadt erinnert. Petscherski wurde in die Schul-Geschichtsbücher aufgenommen und Ende des Jahres 2014 wurde eine Gedenkbriefmarke herausgegeben. Im Jahr 2016 erhielt er postum den „Orden der Tapferkeit“ durch Präsident Wladimir Putin. Zudem wurde in Krementschuk, in Rostow und im Jahr 2018 in Moskau eine Straße nach Petscherski benannt.
Der 75. Jahrestag des Aufstandes brachte zahlreiche weitere Ehrungen mit sich: Am 22. Februar 2018, seinem Geburtstag, wurde am Kasaner Bahnhof in Moskau ein Museumszug eingeweiht, in dessen Waggons an den Aufstand von Sobibor sowie Petscherski erinnert wird. Am 24. April 2018 folgte die Weihe eines zwei Meter hohen Denkmals mit Büste neben dem Gymnasium Nr. 52 beim Museum „Antifaschist“ in Rostow. Zudem wurde dieses Gymnasium am selben Tag in Anwesenheit seiner Tochter nach ihm benannt und der Film Sobibor von und mit Konstantin Jurjewitsch Chabenski uraufgeführt. Ein Flugzeug der Aeroflot wurde im September 2018 ebenfalls mit seinem Namen versehen und im Oktober ein Briefumschlag zu seinen Ehren herausgegeben. Zudem werden regelmäßig Artikel und Bücher über ihn veröffentlicht, Veranstaltungen und Ausstellungen im In- und Ausland werden organisiert (etwa im Jahr 2020 in Mauthausen und Peenemünde) und es wird versucht, eine russische Gedenkinschrift in der Gedenkstätte in Sobibor zu veranlassen sowie ein Online-Gedenkbuch für die Gefangenen von Sobibor zu schaffen.

## Filme
Petscherski nahm an folgendem Dokumentarfilm über den Ausbruch aus Sobibor teil:
- „Aufstand in Sobibor“ (Opstand in Sobibor, 1990), Regie Pavel Kogan und Lily van den Bergh[12]

Ferner wurde über ihn in folgenden Dokumentarfilmen berichtet
- „Sobibor, 14. Oktober 1943, 16 Uhr“, Regie Claude Lanzmann, Dokumentarfilm, 2001[13]
- „Sobibor: The Plan, the Revolt, the Escape“ (2010), Regie Karen Lynne Bloom und Richard Bloom, Kurzdokumentarfilm[14]

Darüber hinaus ist er die Hauptfigur in folgenden Spielfilmen über den Ausbruch aus Sobibor:
- Flucht aus Sobibor (Escape from Sobibor), Regie Jack Gold, 1987[15]
- „Sobibor“, Regie Konstantin Khabenskiy, 2018[16]